# Sasha Victorine
Sasha Victorine (3 de fevereiro de 1978) é um ex-futebolista profissional estadunidense que atuava como meia.

## Carreira
Sasha Victorine representou a Seleção Estadunidense de Futebol nas Olimpíadas de 2000.